# Ignacio Pichardo Lechuga
José Ignacio Pichardo Lechuga (Toluca de Lerdo, estado de México, 8 de septiembre de 1966) es un político mexicano, miembro del Partido Revolucionario Institucional. Ha sido en dos ocasiones diputado federal.

## Reseña biográfica
Ignacio Pichardo Lechuga tiene estudios truncos de licenciatura en Ciencias de la Comunicación, así como dos diplomados, en Ciencias Políticas, y en Finanzas. De forma privada ejerció su profesión de 1997 a 2000 como editor y director general del periódico de circulación estatal «Liberación», y de 2000 a 2003 ocupó la dirección general de Nacional Servicios de Impresión.
En 2003 inició su carrera política y en administración pública al ser nombrado por el gobernador del estado de México, Arturo Montiel Rojas, como subprocurador de Protección al Ambiente del gobierno del estado hasta el fin de su gobierno en 2005, y al año siguiente, 2006 fue postulado candidato del PRI a diputado al Congreso del Estado, resultando derrotado. Entonces el nuevo gobernador Enrique Peña Nieto lo designó coordinador regional de la Secretaría de Desarrollo Social del estado en la región de Valle de Bravo.
Dejó el último cargo en 2009 cuando fue nuevamente postulado como candidato del PRI, pero en esta ocasión a diputado federal por el Distrito 23 del estado de México. Obtuvo el triunfo en la elección constitucional, siendo diputado de aquel año al de 2012 a la LXI Legislatura, y en la que ocupó los cargos de presidente de la comisión especial de la Cuenca del Sistema Cutzamala: secretario de la comisión de Recursos Hidráulicos; e integrante de las comisiones de Medio Ambiente y Recursos Naturales; y, Especial de Acceso Digital.
Al término de la diputación federal, fue elegido diputado a la LVIII Legislatura del  Congreso del Estado de México por el distrito local 11. Ejerció el cargo de 2015 a 2018, desempeñándose como presidente de la comisión Recursos Hidráulicos; secretario de la comisión de Procuración y Administración de Justicia; e integrante de las comisiones de Protección Ambiental; y, de Desarrollo Turístico y Artesanal.
Por segunda ocasión ocupó el cargo de diputado federal por el mismo distrito 23, esta vez a la LXIII Legislatura que concluyó en 2018, y donde ocupó los cargos de presidente de la comisión de Agua Potable y Saneamiento; e integrante de las comisiones de Cambio Climático; de Medio Ambiente y Recursos Naturales; y Para el impulso y promoción de los Pueblos Mágicos.
En 2018 fue coordinador de la campaña presidencial de José Antonio Meade Kuribreña en el estado de México. Fue hijo de Ignacio Pichardo Pagaza, gobernador del estado de México de 1989 a 1993 y secretario de la Contraloría y de Energía.